# Belonopsis junciseda
Belonopsis junciseda är en svampart som först beskrevs av Petter Adolf Karsten, och fick sitt nu gällande namn av Le Gal & F. Mangenot 1966. Belonopsis junciseda ingår i släktet Belonopsis och familjen Dermateaceae.   Inga underarter finns listade i Catalogue of Life.
I den svenska databasen Dyntaxa används istället namnet Mollisia junciseda för samma taxon.  Arten är reproducerande i Sverige.